# Merogomphus lingyinensis
Merogomphus lingyinensis là loài chuồn chuồn trong họ Gomphidae. Loài này được Zhu & Wu mô tả khoa học đầu tiên năm 1985.